# Bompolia
Bompolia là một chi bướm đêm thuộc họ Noctuidae.